# Boechera crandallii
Boechera crandallii är en korsblommig växtart som först beskrevs av Benjamin Lincoln Robinson, och fick sitt nu gällande namn av William Alfred Weber. Boechera crandallii ingår i släktet indiantravar, och familjen korsblommiga växter. Inga underarter finns listade i Catalogue of Life.